# Natriumdiethyldithiocarbamat
Natriumdiethyldithiocarbamat ist eine chemische Verbindung aus der Gruppe der Dithiocarbamate, die als Komplexbildner (Chelator) vor allem für Nickel, Cadmium, Thallium und Kupfer verwendet wird.

## Gewinnung und Darstellung
Natriumdiethyldithiocarbamat kann aus Kohlenstoffdisulfid und Diethylamin unter Anwesenheit von Natronlauge hergestellt werden.
{\displaystyle \mathrm {CS_{2}+HN(C_{2}H_{5})_{2}+NaOH\longrightarrow NaS_{2}CN(C_{2}H_{5})_{2}+H_{2}O} }